# مانده در باران
مانده در باران (به انگلیسی: Caught in the Rain) یا (In The Park) فیلمی کوتاه و صامت، به نویسندگی و کارگردانی و بازی چارلی چاپلین و تولید سال ۱۹۱۴ است.

## داستان
چارلی در پارک می‌خواهد زنِ مردی را به دست آورد، اما مرد با او درگیر می‌شود و زنش را به هتل می‌برد. از قضا اتاق چارلی هم روبروی اتاق آن دو است. زن که در خواب راه می‌رود، وقتی می‌خوابد، به اتاق چارلی می‌رود. شوهر او وقتی این ماجرا را می‌فهمد با چارلی درگیر می‌شود.

## بازیگران
- چارلی چاپلین - مهمان تلو تلو خور هتل
- مک سوین - شوهر
- آلیس دونپورت - همسر
- آلیس هاول - مهمان هتل